# Sorghastrum setosum
Sorghastrum setosum är en gräsart som först beskrevs av August Heinrich Rudolf Grisebach, och fick sitt nu gällande namn av Albert Spear Hitchcock. Sorghastrum setosum ingår i släktet Sorghastrum och familjen gräs. Inga underarter finns listade i Catalogue of Life.